# Małgorzata Biniecka-Popoli
Małgorzata Biniecka-Popoli (ur. 9 października 1949 w Poznaniu) – polska farmaceutka. Profesor Uniwersytetu La Sapienza w Rzymie (emerytowana od 2017). Specjalizuje się w kosmetologii, farmacji, muzeologii oraz w nowych technologiach.
Ukończyła studia na Wydziale Farmaceutycznym Akademii Medycznej w Warszawie w 1970 roku. Dwa lata później nostryfikowała go na Wydziale Farmacji Uniwersytetu Neapolitańskiego im. Fryderyka II, a następnie ukończyła studia doktoranckie w Istituto di Chimica Farmaceutica e Tossicologica, gdzie pracowała do 1981 roku. W 2002 roku uzyskała stanowisko Professore Associato di Scienze Merceologiche. Pomiędzy 2005 i 2008 rokiem profesor wizytująca Wydziału Ekonomii i Finansów Petersburskiego Uniwersytetu Państwowego, a w latach 2017–2022 profesor wizytująca Uniwersytetu Kardynała Stefana Wyszyńskiego w Warszawie. W latach 2001–2017 prowadziła wykłady z zakresu technologii produkcji, kosmetologii, zarządzania środowiskiem i certyfikacji materiałów na Uniwersytecie La Sapienza w Rzymie. W latach 2011–2017 była dyrektorem Museo di Merceologia przy tym uniwersytecie.
Autorka i współautorka ponad 100 prac naukowych dotyczących jakości w zakresie przemysłu spożywczego, chemicznego, farmaceutycznego, kosmetycznego, energetycznego oraz związanych z ochroną środowiska, modą, mineralogią i złotnictwem.

## Publikacje książkowe
- 1990: Mercato potenziale dei materiali ed energia recuperabili dai R.S.U. tramite raccolta differenziata, Kappa, Roma[3]
- 1991: Definizione delle categorie di rifiuti speciali, tossici e nocivi ed assimilabili agli urbani, nel quadro della normativa vigente, Kappa, Roma[1][3]
- 2000: Valutazione monetaria degli impatti ambientali nelle metodologie comunitarie, Kappa, Roma[1]
- 2008: Biniecka M., Gemme e Oro. Aspetti tecnologici, qualitativi, economici e sociali, Consiglio nazionale delle ricerche, Roma, ISBN 88-8080-094-9
- * 2009 Biniecka M., La civiltà del profumo. Itinerario scientifico attraverso le sostanze odorose dall’antichità  ad oggi, Consiglio nazionale delle ricerche, Roma, ISBN 978-88-8080-104-7

## Projekty naukowe
- 2017 – Projekt wystawy „I Maestri del Bisso, della Seta, del Lino”, finansowany przez Uniwersytet La Sapienza (uczestnicy wystawy: Tomasz Milanowski, Alina Picazio, Sylwester Piędziejewski, Chiara Vigo)[3][6]
- 2013-2015 – udział w projekcie MIUR: Information Technology and New Entities for the Knowing, Networking and Valorisation of the Cultural Scientific Heritage: the Role of the Network of Academic Museums[3]

## Odznaczenia
Odznaczona odznaką honorową „Zasłużona dla Kultury Polskiej” (1988) m.in. za promocję polskiej kultury i organizowanie wystaw polskich artystów w Rzymie.

## Życie prywatne
Córka Aliny z Medyńskich i prof. Stanisława Binieckiego. Interesuje się sztuką, muzyką, literaturą i sportem. Członek klubów wioślarskich Reale Circolo Canottieri Tevere Remo w Rzymie i Reale Societa’ Canottieri Bucintoro w Wenecji.